# 小行星1443
小行星1443（1443 Ruppina）是一颗围绕太阳公转的小行星。1937年12月29日，卡爾·威廉·萊茵姆特在海德堡发现了此天体。
該小行星以德國的城市魯平命名。
这颗小行星的绝对星等为164.1258271911921等。